# Chageの音道
『Chageの音道』（チャゲのおとみち）はJFN系列で放送されているラジオ番組。2010年4月放送開始。パーソナリティーはChage。
番組ハッシュタグは「#Chageの音道」。

## 概要
リスナーからリクエストやメッセージを募集し、Chageの曲やオススメソングを中心に送る音楽番組。
リスナーからのメールは、収録前にChage自らが選定したものが採用されている。

## 番組の構成
リスナーメッセージ
コーナーの合間に、リスナーからのメールを紹介するコーナー。
chageの音だめし
Chageが好きなアーティストの曲をかけるコーナー。毎回特定のアーティストをクローズアップし、そのアーティストの曲を3曲選曲し、Chageが曲についてコメントする。
2022年10月からリニューアルし、リスナーのオススメ曲をかけるコーナーになった。リニューアル初回はスタッフが選曲した。
やっぱり生が好き
Chageが鑑賞したコンサート、自分のライブのエピソードをリスナーのメールと一緒に紹介する。また、Chageが好きなアーティストのライブ音源を紹介する。
トラベルミュージック
ラジオで旅気分を味わうコーナー。旅についてのエピソード、オススメスポットなどのメッセージを紹介し、旅で感じたリクエスト曲を流した後、Chageがその旅の思い出についてつぶやく。
リスナーメッセージ（テーマしばり）
Chageからのお題に沿ったエピソードを募集するコーナー。
chage プロデュース音まつり
Chageがテーマを絞って完全選曲したコンビレーションタイム。Chageが3曲を選曲し、コメントを交えながら紹介する。
Chegeのずっと細道（不定期）
Chegeの曲『そういうひと』に合わせ、リスナーから、どのような人から「どのようなひと」かを募集する。

## CMフィラー
（1）「ROSE-UNLIMITED ╱ ジャック・ニッチェのチェ」（アルバム「ウクレレ、絶海の嵐」より）
（2）「Roman Andrén ╱ Captain's Sword」（アルバム「Color Green」より）
（3）「ROSE-UNLIMITED ╱ レス・ポール・イン・ハワイパート2 レス・ポールの家」（アルバム「南国の弦」より）
（4）「John Jorgenson ╱ Mabel」（アルバム「After You've Gone」より）

## ネット局
2022年10月現在。放送時間の早い順に記載、土曜日から番組がファイル配信される。
放送初期は20局ネットであった。その後の変動を経て現在のネット局になっている。
ネット局は全局「radiko」・「radikoプレミアム」で聴取可能。
土曜
- エフエム大阪（FM大阪）5:00 - 5:55
- エフエム群馬（FM GUNMA）12:00 - 12:55

日曜
- エフエム福岡（FM FUKUOKA）0:00 - 0:55（土曜深夜） - chageの出身地
- 兵庫エフエム放送 （Kiss FM KOBE）2:00 - 2:55（土曜深夜）
- エフエム愛知（FM AICHI）3:00 - 3:55（土曜深夜）
- エフエム熊本（FMK）20:00 - 20:55

月曜
- エフエム香川（FM香川）2:00 - 2:55（日曜深夜）
- エフエム石川（HELLO FIVE）4:00 - 4:55

火曜
- エフエム福島（ふくしまFM）20:00 - 21:00

### 過去のネット局
- 長野エフエム放送（FM 長野）3:00 - 3:55（土曜深夜）
- エフエム佐賀（FMS）3:00 - 3:55（土曜深夜）
- エフエム秋田（AFM）日曜 22:00-22:55
- エフエム青森（AFB）日曜 22:00-22:55
- 三重エフエム放送（radio³）日曜 22:00-22:55
- エフエム滋賀（e-radio）日曜 22:00-22:55
- エフエム山陰（V-air）日曜 22:00-22:55
- エフエム山口（FMY）日曜 22:00-22:55
- エフエム大分（Air-Radio FM88）日曜 22:00-22:55
- エフエム宮崎（JOY FM）0:00 - 0:55（日曜深夜）
- 静岡エフエム放送（K-mix）4:00 - 4:55（月曜深夜）
- 広島エフエム放送（HFM）4:00 - 4:55（火曜深夜）
- InterFM897（JFN特別加盟局）2:00 - 2:55（木曜深夜）

## 関連番組
- ASKA Terminal Melody - ASKA、またはCHAGE and ASKAをフィーチャーしたラジオ番組。ASKAが出演することもある。TOKYO FM制作。